# Overflow (glazbeni sastav)
Overflow je koprivničko-varaždinski pop punk rock sastav.

## Povijest
Overflow je glazbeni sastav koji su 11. 2. 1990. godine u Koprivnici osnovali Kosta (Dejan Kostadinović, bas), Dado (Dalibor Martinčević, bubnjevi), Mali (Branimir Živković, gitara) i Žika (Goran Živković, vokal). Nekoliko mjeseci kasnije, Kostu zamjenjuje Kono (Konrad Mulvaj, bas) i ova četiri tinejdžera započinju svoje glazbeno putovanje kroz domaću i inozemnu scenu te nedugo nakon osnutka sastava, 1991. godine, za Slušaj najglasnije objavljuju prvijenac Through Department Store i njemu pripadajući singl »Naked/Beautiful Fire«. Sastav je svoju prvu turneju koja je prolazila kroz Italiju, Francusku, Hrvatsku i Sloveniju ovjenčao hvalom publike i kritike.
Overflow objavljuje svoj drugi album, Dorothy, 1993. godine i kreće na svoju prvu ozbiljniju europsku turneju koja obuhvaća Italiju, Francusku, Nizozemsku, Dansku, Austriju, Njemačku, Hrvatsku i Sloveniju. Legendarni videospot za pjesmu «Dorothy» snimljen je u režiji Ivana Rocce te se vrlo brzo popeo na vrhove top-ljestvica u Hrvatskoj, gdje se prilično dugo zadržao. Taj spot je od velikog značaja po tome što je bio prvi hrvatski spot koji je snimljen filmskom kamerom, a kultna emisija 120 minuta emitirala ga je na engleskom i američkom MTV-u. Važno je spomenuti i da je Overflow prvi hrvatski sastav čije je pjesme emitirala postaja MTV International.
Članovi sastava se između 1994. i 1997. upisuju na fakultete, ali su i dalje aktivni na europskoj sceni i nastupaju s D.O.A., Urge Overkill,  Poison Idea itd. te objavljuju pjesme na nekoliko europskih kompilacija: 1995. godine u Italiji (za Goodwill Records) na 7’’ EP-u The Worm te 1996. godine na dvostrukom EP izdanju Get off my spot s francuskim sastavom Seven Hate.
Treći album Overflowa, Extremely Perverted Fantasies Of The Mad Milkman’s Disordered Mind, objavljen je 1997. za Anubis Records, a odlične kritike ovog albuma i rasprodane turneje pokazale su koliko je sastav učvrstio svoje mjesto na sceni. Snimljeni su i spotovi koji su popratili album: «The Mad Milkman/I Kill» i «Don’t/Una Morbida Muchacha». U ovom periodu gitarist Mali, originalni član, napušta sastav te ga nedugo zatim zamjenjuje Nikica Jovanović.
Overflow zatim 1998. objavljuje 7’’ EP za njemački Broccoli Records, Protected By The Badge. Za pjesmu »Sun Is Wearing Suit Of Badges« snimljen je i spot, ali je nedugo zatim zabranjeno njegovo javno prikazivanje na hrvatskim televizijskim postajama. Sastav je u ovom razdoblju nastavio s promocijom novog albuma i uspješnog singla nastupima diljem Europe.
Sastav u kolovozu 1999. godine snima svoj četvrti album, Unbreastfed 69, koji je, kao i prethodni album, snimljen s producentom Mr Zlajom u Purmerendu, Nizozemskoj, a album je još jednom objavljen za Anubis Records. Popratni spotovi su «Ebony&Ivory» i «She wants to be a man», od kojih je potonji poznat po tome što je prvi spot snimljen rendgenskom kamerom. Sastav se nakon niza odličnih nastupa i turneje s New Bomb Turks po Švicarskoj i Njemačkoj povukao iz javnosti 2001. godine.
Overflow se ponovno okuplja sredinom 2005. godine te se Nikici, Dadi i Žiki pridružuje novi basist Zoki (Zoran Piberčnik). Sastav se posvetio radu na novim pjesmama te je nedugo zatim s producentom Pedericcom Rashiidom u Novom Sadu i njegovoj okolici snimljen novi, peti album, „Live“ at...Parties, koji je objavljen u svibnju 2006. godine za Anubis Records.
2010. godine Overflow postiže još jedan veliki uspjeh i odlazi na američko-kanadsku turneju, gdje nastupa na Canadian Music Weeku u Torontu, South by Southwest festivalu u Austinu i CMJ Music Marathonu u New Yorku. Značajnost ove tri manifestacije je u tome što su to najvažnija mjesta u Sjevernoj Americi na kojima se predstavljaju novi izvođači, ali na njima nastupaju i istaknuta imena pop i rock glazbe.
Šesti album Overflowa, Hit me, objavljen je 15. travnja 2011. godine za vlastitu izdavačku etiketu sastava, Paf!, dok je za potrebe distribucije potpisana suradnja s izdavačkom kućom The Orchard. Album je još jednom producirao Mr Zlaja, a snimljen je u amsterdamskom Studiju 150, u kojemu su snimali Paul Weller, David Bowie, Bon Jovi, Def Leppard itd. te je je distribuiran u digitalnom i fizičkom obliku.
Snimljen je i spot za pjesmu «Surprise», koji je publika odlično prihvatila, a premijera spota mogla se vidjeti na MTV-u. Rock-kritičar Dubravko Jagatić proglasio je Overflow najzrelijim hrvatskim bendom, a  Hit me  albumom desetljeća, dok Zoran Stajčić hvali kvalitetu sastava i albuma te izjavljuje da je Hit me ozbiljni kandidat za album godine.
Sastav je nastavio nastupati diljem Hrvatske i regije, među kojima su nastupi na festivalima Sziget, T-Mobile INmusic i Terraneo.
5. listopada 2013. godine Overflow objavljuje svoj sedmi album,  Overflow & Miškina  za Dallas Records. Album je snimljen s producentom Petrom Horvatom i prvi je album Overflowa koji je, za razliku od dosadašnje prakse sastava, na hrvatskom jeziku. Pjevač sastava Žika istraživao je lokalnu povijest te je pritom naišao na poeziju Mihovila Pavleka Miškine. Zaljubivši se u Miškinine stihove koji su nastali prije 100 godina i uvidjevši njihovu nevjerojatnu aktualnost, predložio je ostatku Overflowa da spoje poeziju Miškine i svoju glazbu. Tako je sastav započeo ovaj zahtjevni projekt koji je uz pjevanje na hrvatskom donio i promjenu u minutaži, tj. trajanju pjesama – do sada je prosječna dužina pjesme Overflowa bila oko 3 minute, a na ovom albumu ima pjesama koje traju po 4, 5 pa čak i skoro 9 minuta. Singlovi koji su popratili album su «Bijeda», «Invalidova pjesma» te  «Pjesma međimurskog zlatara». I ovaj album naišao je na hvalu publike, ali i kritike koja je prepoznala umjetničke težnje sastava te njihovu realizaciju.

## Diskografija
- Through Department Store - LP/MC, Listen Loudest, Zagreb, Hrvatska, 1991.
- Naked/Beautiful Fire - 7", Black et Noir, Angers, Francuska, 1991.
- Dorothy - CD/MC/LP, T.R.I.P./Croatia Records, Zagreb, Hrvatska, 1993.
- The Worm 7 - EP, Goodwill, Rim, Italija, 1995.
- Extremely Perverted Fantasies of Mad Milkman's Disordered Mind - CD/MC, Anubis, Zagreb, Hrvatska, 1997.
- Protected by the Badge - 7" EP, Broccoli, Njemačka, 1998.
- Unbreastfed69 - CD/MC, Anubis, Zagreb, Hrvatska, 1999.
- LIVE at ... Parties - CD, Anubis, Zagreb, Hrvatska, 2006.
- Hit Me - CD, Paf! / The Orchard, 2011.
- Overflow & Miškina - CD, Dallas Records, 2013.

## Vanjske poveznice
- Službene stranice  Arhivirana inačica izvorne stranice od 22. travnja 2013. (Wayback Machine)